# What Time Is It?
What Time Is It? è il primo singolo dal film Disney per la televisione High School Musical 2. Rappresenta la canzone che apre il film con tutti gli alunni dell'East High allegri e spensierati perché la scuola è finita e, come dice il sottotitolo è "Summertime!" (Tempo d'estate!). Nel brano hanno un assolo tutti i quattro personaggi principali cioè Troy Bolton (Zac Efron), Gabriella Montez (Vanessa Anne Hudgens), Sharpay Evans (Ashley Tisdale) e Ryan Evans (Lucas Grabeel); ma sono molto presenti anche i cori sostenuti da gran parte delle comparse.

## Videoclip
Il videoclip, inizialmente "What's time is it?" trasmesso in prima TV mondiale in Italia il 9 giugno ed estratto dal film, mostra l'ultimo giorno di scuola e la fine dell'anno per gli studenti dell'East High. Il video inizia con l'orologio della classe che scandisce i secondi mancanti al suono della campanella e quindi alla fine della scuola. Quando questo accade tutti iniziano a ballare e a cantare spensierati salendo sui banchi, correndo per la scuola, e perfino giocando a basket. Per la realizzazione del video sono state utilizzate circa 200 comparse, molte delle quali abitanti dello Utah.

## Posizioni in classifica
| Classifica                       | Posizione |
| -------------------------------- | --------- |
| Classifica Irlandese dei singoli | 18        |
| UK Top 75                        | 20        |
| iTunes (U.K.)                    | 18        |
| iTunes (U.S.)                    | 17        |
| Billboard Hot 100                | 6         |